# Deutschnofen
Deutschnofen (Italiaans: Nova Ponente) is een gemeente in de Italiaanse provincie Bozen-Zuid-Tirol (regio Trentino-Zuid-Tirol) en telt 3670 inwoners (31-12-2004). De oppervlakte bedraagt 112 km², de bevolkingsdichtheid is 33 inwoners per km².
Deutschnofen ligt in het Eggental (Val d'Ega).
In Deutschnofen bestaat er vooral wandel- en skitoerisme.

## Geografie
Deutschnofen grenst aan de volgende gemeenten: Aldein, Bozen, Branzoll, Karneid, Leifers, Predazzo (TN), Tesero (TN), Varena (TN), Welschnofen.
Het hoogste punt van Deutschnofen is de Latemar (2800 m), het laagste punt de vallei van het Eggental (Val d'Ega; 550 m).

### Overige kernen en gehuchtjes
Deze lijst is niet volledig.
- Bacher - 1132 m
- Birchabruck (Ponte Nova) - 870 m
- Bühler
- Deutschnofen (Nova Ponente) (frazione) - 1900 inw. - 1350 m
- Dorfer - 1339 m
- Eggen (Ega) - 900 inw. - 1120 m
- Fachthof
- Flecker
- Forahäusl
- Gasperer Lihn
- Gerber
- Grub
- Haüsler
- Hennewinkl - 1381 m
- Kammerwies
- Kössler
- Latmorer
- Maria Weißenstein - 1520 m
- Obereggen (Sopra Ega) - 900 inw. - 1550 m
- Oberkor
- Oberlehenhof - 1156 m
- Obermoser
- Petersberg (Monte San Pietro) (frazione) - 600 inw. - 1380 m
- Rauth (Novale) - 1280 m
- Sankt Florian (San Floriano)
- Sankt Nikolaus (San Nicolò d'Ega) (frazione)
- Schrott
- Schwarzenbach (Rionero)
- Städtl
- Tommener Stübler
- Unternmoser - 1415 m
- Vernom
- Waldhaus - 1421 m
- Weidner - 1373 m
- Zapf
- Zirmer - 1380 m

### Bergtoppen
- Bühlerer Collina - 1261 m
- Daumberg (Monte Daum(o)) - 1525 m
- Esel - 1751 m
- Golfrion (Monte Colfrion) - 1872 m
- Guggenbichl - 1860 m
- Latermargroep
  - Latemar - 2800 m
- Oberrauther Berg (Monte Novale)
- Ortner - 1602 m
- Schmieder - 1398 m
- Tommegg - 1 594 m
- Zaingger Berg (Pala di Santa) - 2488 m

### Rivieren
- Auerlegerbach
- Bletterbach
- Liegbach
- Obereggen
- Oberrauther Bach
- Riviera della Pala
- Riviera di Campo
- Riviera di San Floriano
- Zanggenbach

### Streken, natuurkundige gebieden en bossen
- Eggen Wald (Selva d'Ega)
- Hoferwies
- Kemich

## Taal
De taalverdeling ziet er als volgt uit:
1. Duits: 97,4 %
2. Italiaans: 2,5 %
3. Ladinisch: 0,4 %

## Transport
Door Deutschnofen loopt de Lavazèpas, een deel van de 620, die begint in het centrum van Deutschnofen, en dan Schwarzenbach (Rionero) en Rauth (Novale) aandoet, om dan de grens met Trentino te kruisen.